# Kathedrale St. Josef (Liepāja)

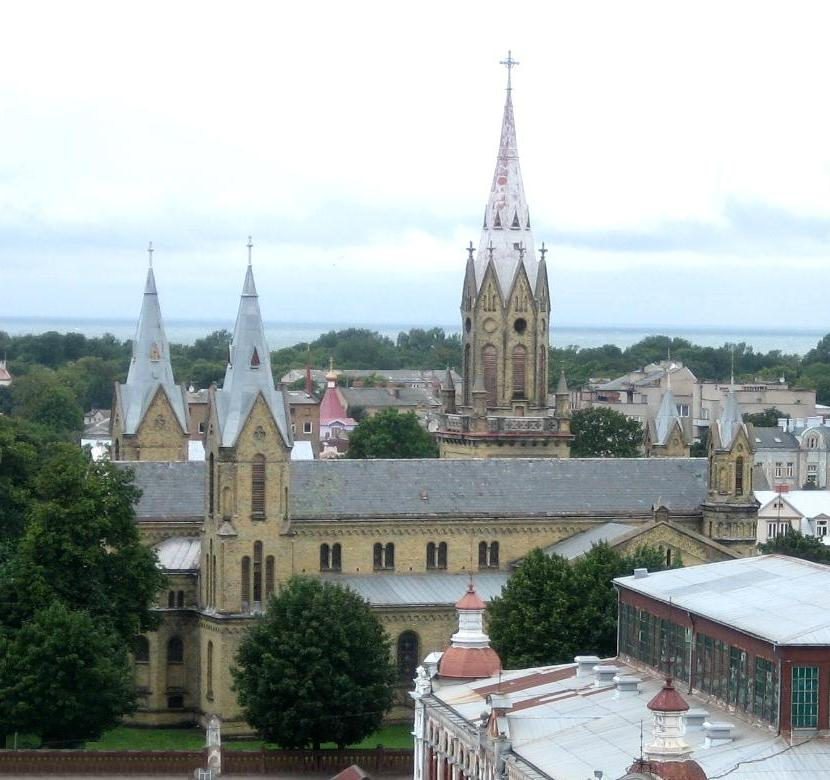
St.-Josefs-Kathedrale

Die Kathedrale St. Josef (lett. Svētā Jāzepa Katedrālē) in der lettischen Hafenstadt Liepāja (Libau) ist die Bischofskirche des römisch-katholischen Bistums Liepāja. Das repräsentative neuromanische Gotteshaus wurde in den Jahren 1894 bis 1897 nach Plänen von Louis Melville (1837–1915) erbaut. Mit der Errichtung des Bistums Liepāja 1937 wurde es zur Kathedrale erhoben.

## Geschichte
Eine kleine barocke Pfarrkirche für die katholische Minderheit der Stadt konnte 1762 fertiggestellt werden. Schon nach wenigen Jahrzehnten reichte sie für die gewachsene Gemeinde nicht mehr aus; für eine neue Kirche erteilten die Behörden jedoch keine Genehmigung. Schließlich wurde die alte Kirche in einen „Erweiterungsbau“ einbezogen, der faktisch ein Neubau war.

## Architektur und Ausstattung
Die St.-Josefs-Kathedrale ist aus gelblichem Danziger Ziegel errichtet und reich mit Schmuckelementen gegliedert. Der Grundriss ist basilikal, weicht jedoch vom klassischen Schema ab. Das dreischiffige Langhaus mündet im Süden in den Chor und die hohe Rundapsis. Der Chor ist beidseitig mit mehrgeschossigen rundbogigen Emporen zu einer Art kurzem Querhaus erweitert. Das eigentliche Querhaus befindet sich jedoch nördlich, nahe der Portalfassade. Sein östlicher Arm enthält die alte Barockkirche, nun Marienkapelle. Am Westarm steht der hohe, markante Hauptturm mit quadratischem Unterbau und oktogonalem Obergeschoss. Mit ihm korrespondieren vier kleinere Türme, die das Hauptportal und den Chor flankieren.

## Ausstattung
Im Inneren sind Wände und Gewölbe vollständig mit biblischen Szenen im neuromanischen Stil und mit Ornamenten (teils im Jugendstil) ausgemalt. Auch die originalen Altäre, Leuchter und Buntglasfenster sind erhalten.